# Tompos Ernő
Tompos Ernő (Sopron, 1907. március 2. — Sopron, 1989. május 13.) soproni építész, heraldikus, ex libris-gyűjtő.

## Életútja
Régi soproni családból származott. Apai részről a Neuberger család leszármazottja, amelynek őse, Mihály, 1701-ben nyert polgárjogot a városban. Édesanyja, Hauer Mária volt. Német nyelvű  kötődései ellenére 1933-ban a nevét Neubergerről nagyanyja, Tompos Etelka után megmagyarosította. A Tomposok a Csorna melletti Jobaházáról származtak. A soproni Széchenyi István reálgimnáziumban érettségizett, közben nyaranként kőművesinasként kitanulta a szakmát is. Diákkorában cserkészfutárként teljesített szolgálatot a soproni népszavazás idején. A budapesti műegyetemen építészmérnöki oklevelet szerzett, majd Sopron város szolgálatába állt statikusi munkakörben. A második világháború után városi mérnökké nevezték ki. 1945-ben megnősült. Házassága révén rokonságba került Magasi Artúrral, a soproni, majd pannonhalmi bencés paptanárral, költővel, irodalomtörténésszel. A háború után részt vett a romok eltakarításában és a műemlékek restaurálásában. Nyugdíjba vállalati főmérnökként vonult 1967-ben, 60 éves korában. Négy évvel később a méltatlanul alacsony nyugdíja miatt ismét munkát vállalt a városi
tanácsnál, majd az Ingatlankezelő Vállalatnál és 1980 szeptemberétől kezdve az újra megnyitott Központi Bányászati Múzeumban, ahol élete utolsó nyolc évében dolgozott, mint tárlatvezető-teremőr, de itt is jóval többet nyújtott, mint amit szerény beosztása megkövetelt volna. A múzeum két teremben mutatta be a magyar pénzverés történetét Szent István korától 1849-ig. A látogatások szünetében fordításokkal segítette a múzeum munkáját. Részt vett az intézmény addigi
legnagyobb vállalkozásában: Georgius Agricola 1556-ban latin nyelven írt, De re metallica című könyve első magyar kiadásának előkészítésében.
Egyetemi évei után művészettörténész akart lenni. Terveit a háború kitörése akadályozta meg. A diploma megszerzése után is tovább tanult a Miskolci Jogakadémián, jogi doktorátust szerzett. Közben Rómában tett tanulmányutat, ahol a Collegium Hungaricum tagjaként művészettörténeti előadásokat hallgatott. Szülővárosáról több tudományos értékű értekezést jelentetett meg. Handler Ferdinánd építész és családjának többi építész tagjai című munkáját a Magyar Tudományos Akadémia jutalmazza (Soproni Szemle. 1962, 17). Kiadványaihoz és ex libriseihez Sterbenz Károly (1901-1993), ismert soproni grafikus készített illusztrációkat, illetve grafikákat.

## Munkássága
Főleg a címertan érdekelte. Cikkei fele, 31 foglalkozik címertannal. Úttörő tanulmányában (Címeres pecsétek, különös tekintettel a polgári címerekre) már 1942-ben hangsúlyozza, hogy címereik, pecsétjeik nemcsak a nemeseknek vannak, hanem a polgároknak, sőt parasztoknak is. Az 1950-70-es években szinte egyedüliként foglalkozott nyilvánosan magas színvonalon a heraldikával. 
Feldolgozta egyes jelentős soproni személyiségek címereit, Sopron városának középkori heraldikai emlékeit, a céhek és a polgárok címereit, és eljutott a korabeli művészek érmeinek, plakettjeinek elemző leírásáig. Kiállításokat rendezett melyhez, a saját heraldikai gyűjteményét is felhasználta.
Kísérletet tett a polgári címereken előforduló különleges jelképek nevezéktanának kidolgozására. Heraldikai tárgyú cikkei közül jelentősek A soproni pékmúzeum heraldikai emlékei (SSz. 1976, 160), a Soproni múzeumok címeres céhemlékei (Arrabona 1968), a Storno-műterem (Műemlékvédelem 1957, 121), a Címertani adalék a soproni Szent Mihály templom építéstörténetéhez (Művészettört. Ért. 1954, 264). Ismertette Lackner Kristóf és Rauch András címerét (SSz. 1971, 208; 1974, 66). A korszak és a címertani elemzés szempontjából az egyik legértékesebb tanulmánya az Antwerpenben 1494-ben tartott lovagitorna képe a sárvári Nádasdy Ferenc Múzeumban  (Savaria 1971–72, 503.).
Munkásságának híre átlépte a szigorúan őrzött határokat is. 13 cikkét közölték német, osztrák és svájci heraldikai szakfolyóiratok. Többek között az Adler (1974) és Rada (1975) című heraldikai folyóiratban közölte a soproni levéltárban található mai osztrák, illetve akkori csehszlovák területen keltezett címeres pecséteket. Címertani munkásságának  elismeréseként 1974. szeptember 12-én a magyar szakemberek közül Tompos Ernőt elsőként tüntették ki az Academia
Internationalis Heraldica (Nemzetközi Címertani Akadémia) javaslatára 1971-ben alapított Arvid
Berghman-díjjal, a heraldikai kutatások terén végzett munkájáért. A címerekkel díszített és a nevét viselő plakettet a budapesti svéd nagykövetségen vette át 1981. április 28-án, a szakterület megbízott jeles külföldi és magyar képviselőinek jelenlétében.

## Főbb művei
- Címeres pecsétek, különös tekintettel a polgári címerekre. SSz. 1942, 42–54. Archiválva 2010. július 5-i dátummal a Wayback Machine-ben
- Sopron romantikus épületei. Művészettörténeti Értesítő 1958, 177–189.
- Eltűnt műemlékeinkről és a megmaradottak védelméről. SSz. 1958, 310–318.
- Soproniak középkori pecsétei. Soproni szemle, XXVI. (1973) 289-306.[halott link]
- Antwerpenben 1494-ben tartott lovagi torna képe a sárvári Nádasdy Ferenc Múzeumban. Savaria 1975, 503–522.
- A soproni pékmúzeum heraldikai emlékei. SSz. 1976, 160–167.
- Sopron címeres műemlékei. Arrabona 1976, 145–173.
- Egy soproni polgárcsalád (a Reischek) genealógiai és heraldikai emlékei. PAB-VEAB Évkönyve, II. k. Pécs 1977, 169–172.
- A régi soproni városháza újkori története és az új városháza (tanácsháza) építéstörténete. SSz. 1977, 212–333, 298–320.
- Bürgerwappen in Ungarn. Der Herold. Berlin, 1977, Heft 11, 237–242.
- Sopron megyei címeres pecsétek. SSz. 1978, 81–83.
- Ein Wappengeschmückter Wandteppich. Ars Decorativa 7. Bp., 1982, 91–98.
- Soproni polgári címerek a Szent Mihály Testvérület könyveiben. SSz. 1982, 326–334.
- A Freiseisen bányászcsalád polgári és nemesi címerei. SSz. 1984. 66–70.